# 사마리아 문자
사마리아 문자는 사마리아 히브리어를 표기하기 위한 문자이다.

## 개요
사마리아 문자는 페니키아 문자의 일종이며, 고대 히브리 문자에서 파생된 문자이다. 사마리아인들이 사용한 고전 히브리어의 방언인 사마리아 히브리어를 표기하는 데 사용되었다. 사마리아인들의 종교 경전인 사마리아 버전의 모세 오경(토라) 이른바 "사마리아 오경"의 설명에 사용되고 있으며, 전례 언어로 남아있는 사마리아 히브리어의 문자로서 형식상 현재까지 존속한다.

## 글자

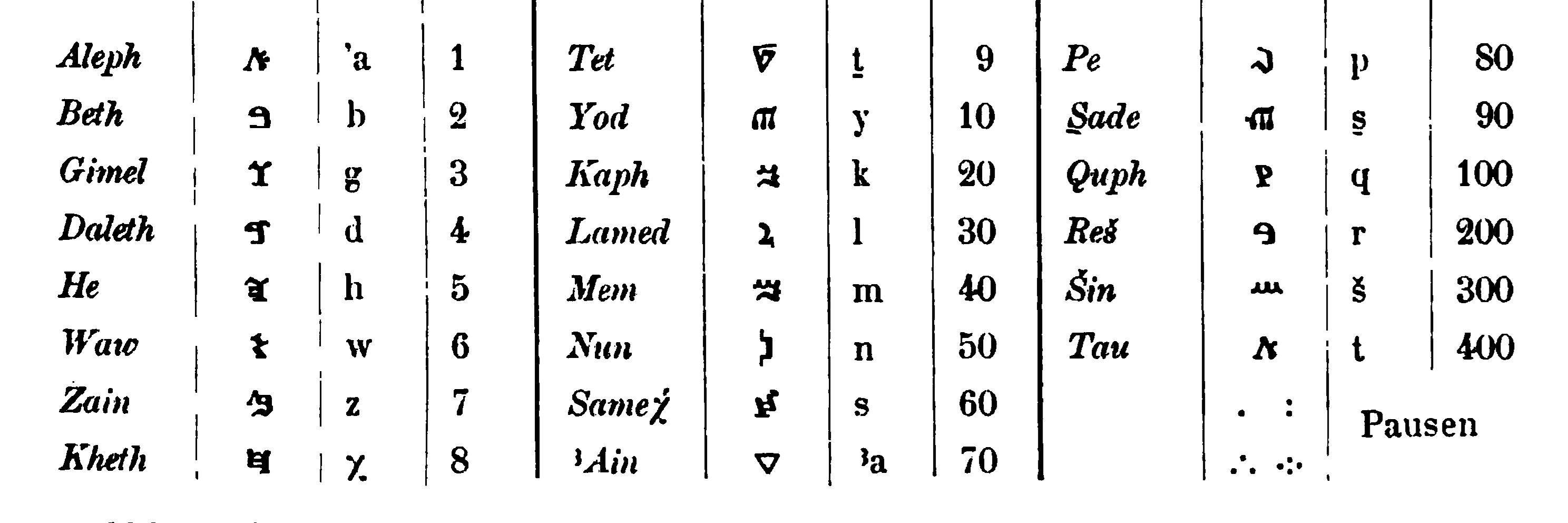
문자 목록

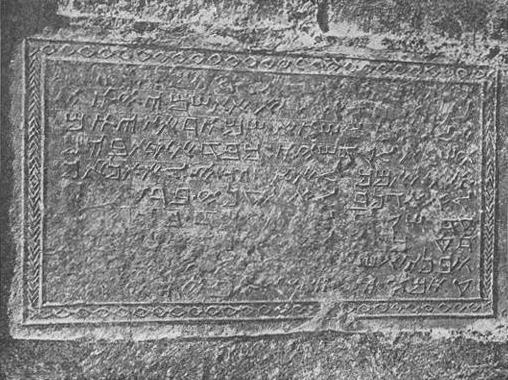
비문에 새겨진 사마리아 문자

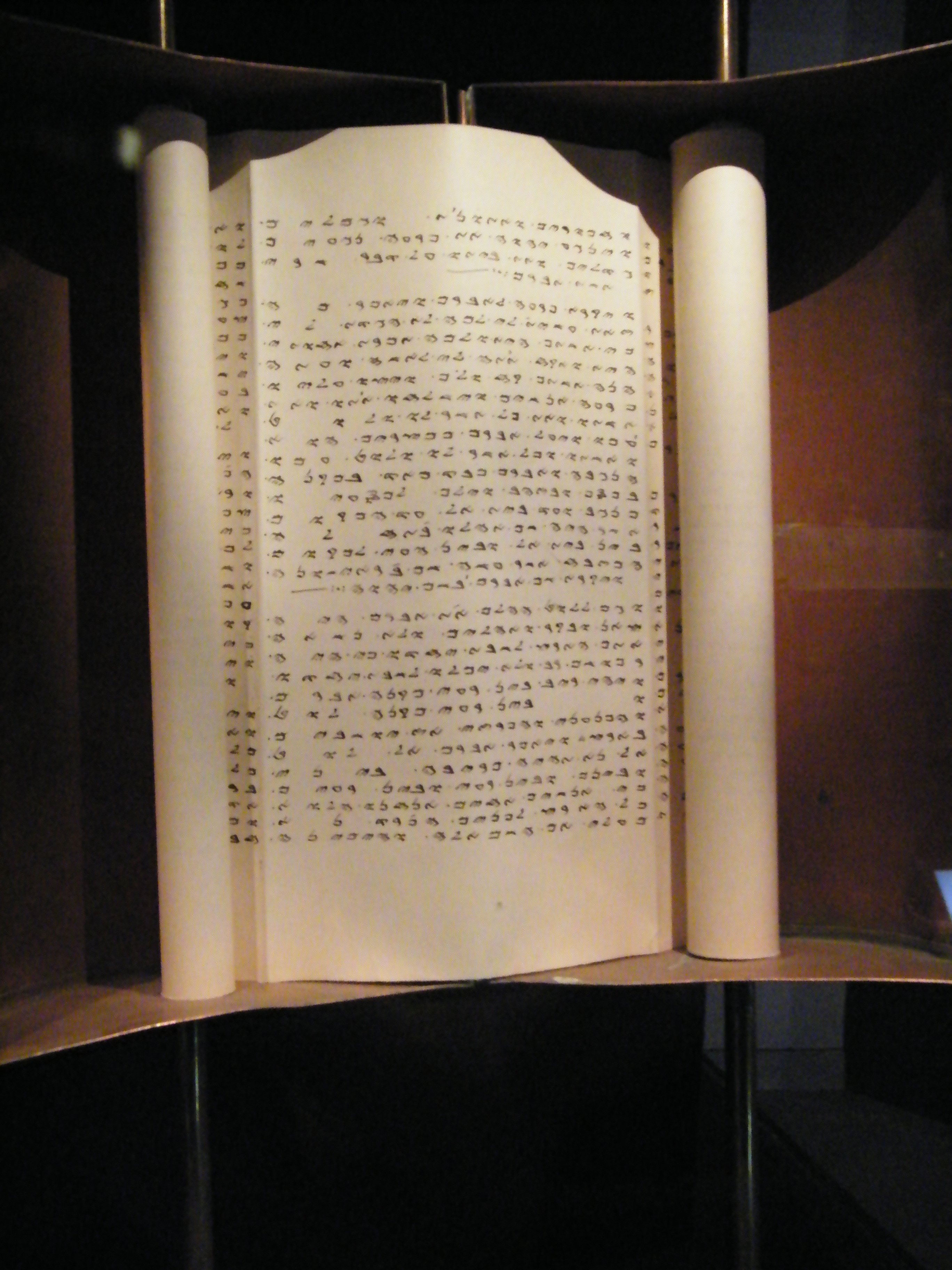
토라(사마리아 오경)에 쓰여진 사마리아 문자

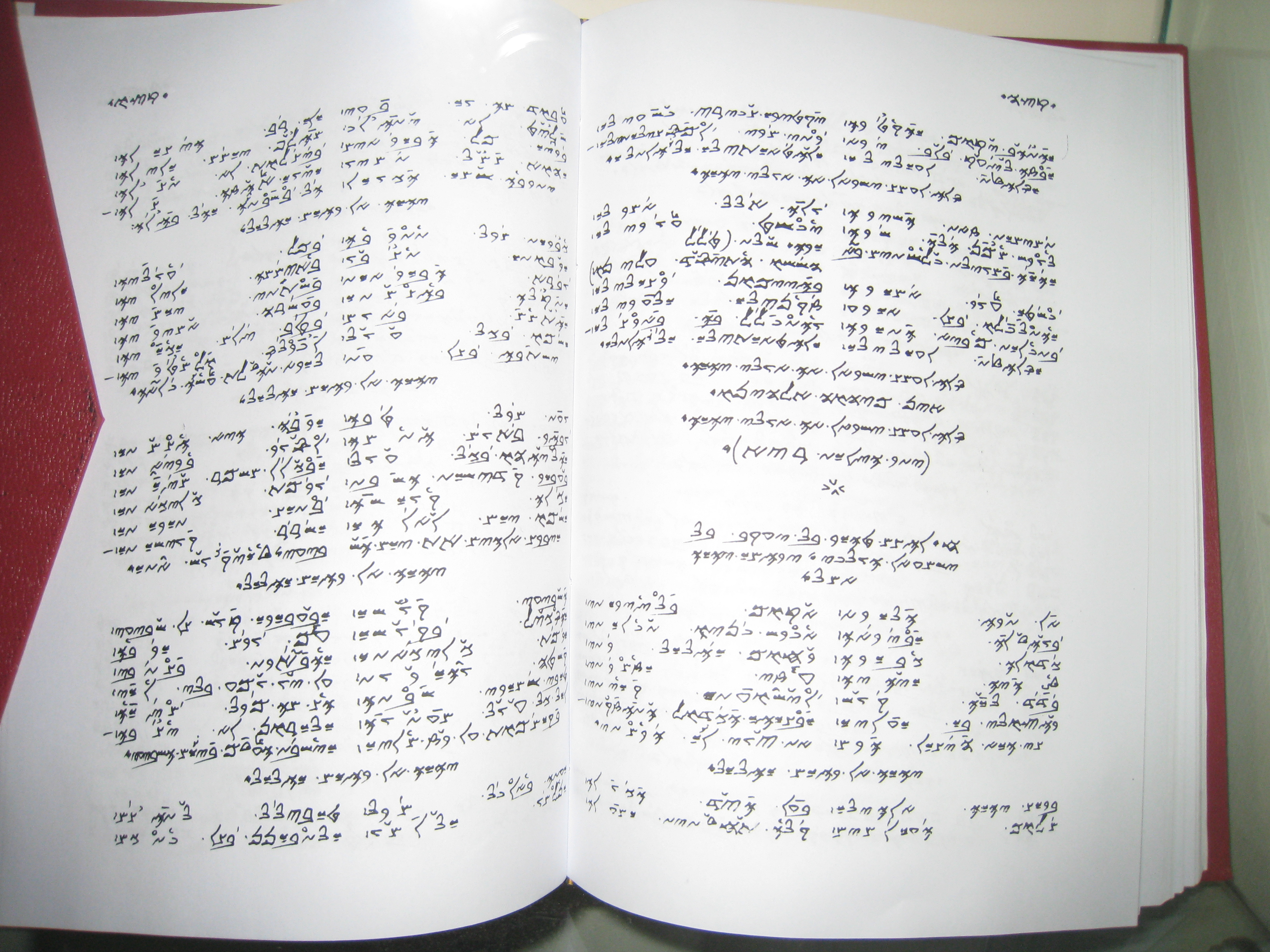
기도서에 쓰여진 사마리아 문자

### 유니코드
입력한 텍스트 삭제
Unicode5.2에서 이하의 문자가 수록되었다.
| U+   | 0 | 1 | 2 | 3 | 4 | 5 | 6 | 7 | 8 | 9 | A | B | C | D | E | F |
| ---- | - | - | - | - | - | - | - | - | - | - | - | - | - | - | - | - |
| 0800 | ࠀ | ࠁ | ࠂ | ࠃ | ࠄ | ࠅ | ࠆ | ࠇ | ࠈ | ࠉ | ࠊ | ࠋ | ࠌ | ࠍ | ࠎ | ࠏ |
| 0810 | ࠐ | ࠑ | ࠒ | ࠓ | ࠔ | ࠕ | ࠖ  | ࠗ  | ࠘  | ࠙  | ࠚ | ࠛ  | ࠜ  | ࠝ  | ࠞ  | ࠟ  |
| 0820 | ࠠ  | ࠡ  | ࠢ  | ࠣ  | ࠤ | ࠥ  | ࠦ  | ࠧ  | ࠨ | ࠩ  | ࠪ  | ࠫ  | ࠬ  | ࠭  |   |   |
| 0830 | ࠰ | ࠱ | ࠲ | ࠳ | ࠴ | ࠵ | ࠶ | ࠷ | ࠸ | ࠹ | ࠺ | ࠻ | ࠼ | ࠽ | ࠾ |   |

## 같이 보기
- 사마리아
- 사마리아어
- 사마리아 오경